# Хомоље (Коњиц)
Хомоље је насељено место у Босни и Херцеговини у општини Коњиц у Херцеговачко-неретванском кантону које административно припада Федерацији Босне и Херцеговине. Према попису становништва из 1991. у насељу је живјело 208 становника.

## Становништво
По последњем службеном попису становништва из 1991. године, у насељу Хомоље живело је 208 становника. Већина становника су били Муслимани.
| Националност       | 1991.        | 1981. | 1971. |
| Муслимани          | 203 (97,60%) |       |       |
| Хрвати             | 2 (0,96%)    |       |       |
| остали и непознато | 3 (1,44%)    |       |       |
| Укупно             | 208          |       |       |